# Транзитний метод

Транзитний метод пошуку екзопланет. Графік внизу демонструє рівень світла, що реєструється на Землі

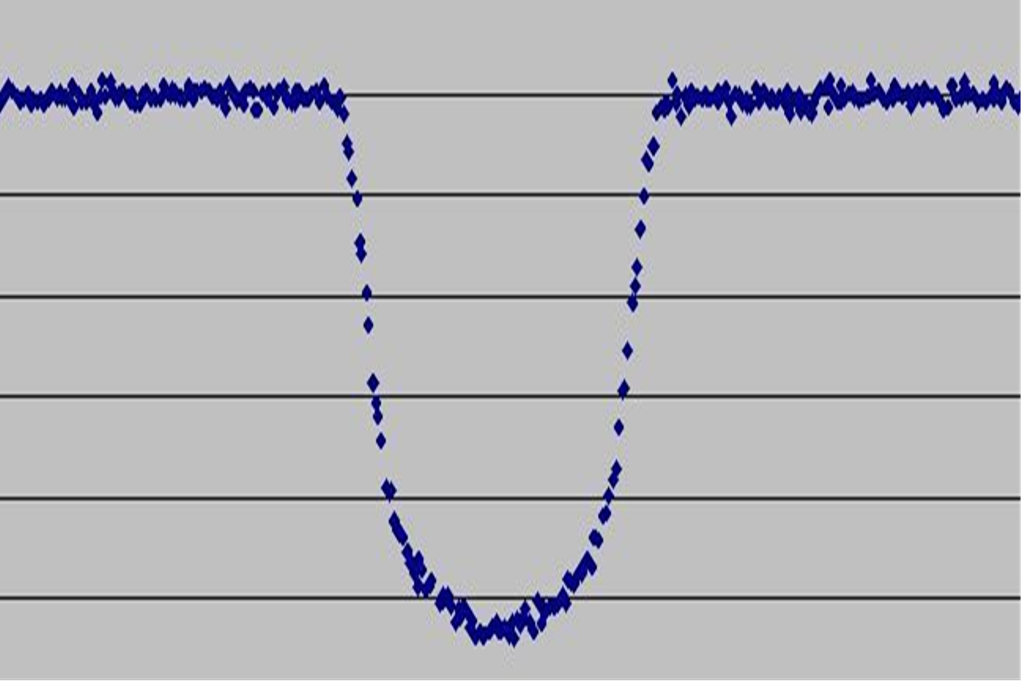
Зміна світності для екзопланети Kepler-6b.

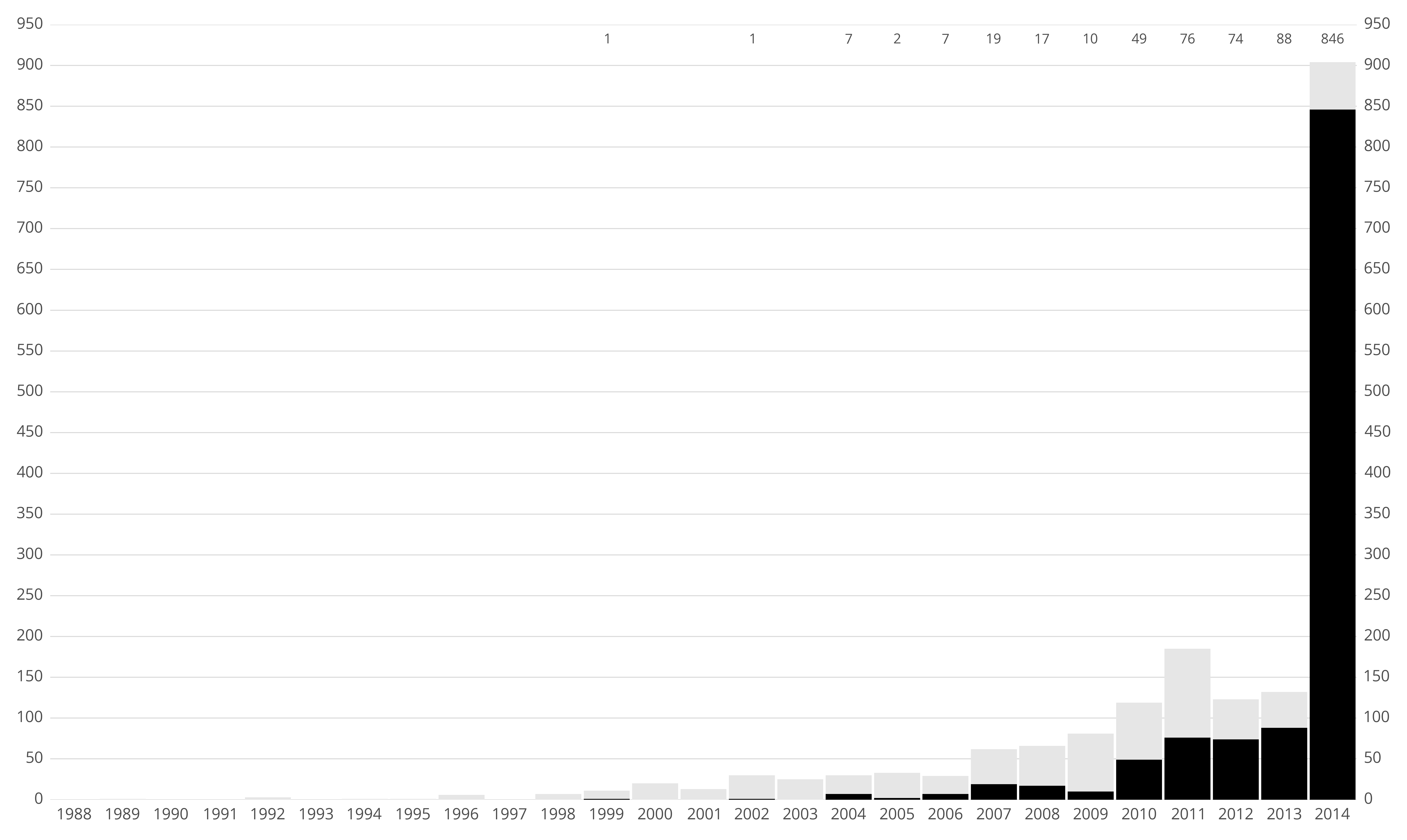
Екзопланети, відкриті транзитним методом, по роках.

Транзитний метод (також метод транзитної фотометрії) — спосіб виявлення екзопланет, заснований на спостереженнях зменшення видимої яскравості зорі під час проходження екзопланети між зорею та спостерігачем. Станом на 2023 рік, цим методом відкрито близько 70% всіх відомих екзопланет. Більшість відкриттів зроблено за допомогою космічного телескопа Кеплер.

## Вступ
Під час транзиту планета закриває від спостерігача частину зорі, що зменшує видиму яскравість зорі. Ці зміни можна виявити, постійно спостерігаючи за яскравістю зорі і виявляючи зменшення яскравості, що повторюються з періодом, рівним періоду обертання планети навколо зорі. Щоб виключити випадкову подію, необхідно спостерігати принаймні три транзити з однаковим інтервалом часу. Ймовірність спостереження транзиту для навмання обраних зорі й планети досить мала, бо орбіти можуть бути орієнтовані таким чином, щоб планета ніколи не проходила перед зорею. Тим не менш, станом на січень 2023 року понад 3700 екзопланет було виявлено цим методом. Дослідження кривих блиску під час транзитів дозволяє визначати період обертання екзопланети навколо зорі, радіус екзопланети, нахил її орбіти відносно лінії зору. З цих даних можна розрахувати відстань, на якій планета обертається навколо зорі. Спектроскопічні спостереження також можуть надати дані про склад атмосфери екзопланети, її альбедо та температуру.

## Історія
Першою екзопланетою, для якої спостерігалися транзити, була відкрита методом радіальних швидкостей HD 209458 b. Транзити для цієї системи спостерігали в 1999 році дві групи під керівництвом Девіда Шарбоне та Грегорі В. Генрі. Першою екзопланетою, відкритою транзитним методом, була задетектована у 2002 році проектом OGLE система OGLE-TR-56b.
Важливим кроком у подальшому розвитку екзопланетних досліджень стала розпочата в 2006 році французька місія CoRoT для пошуку планетних транзитів з орбіти, де відсутність атмосферних ефектів дозволяє суттєво підвищити точність спостережень. Ця місія була розроблена, щоб мати можливість виявляти планети «в кілька разів більші за Землю» і показала результати «краще, ніж очікувалося», з відкриттям двох екзопланет (обидві типу «гарячий юпітер») станом на початок 2008 року. У червні 2013 року кількість екзопланет CoRoT становила 32 з деякою кількістю кандидатів. Супутник припинив передачу даних у листопаді 2012 року (після того, як його місія була двічі продовжена), і був виведений з експлуатації 17 червня 2014 року.
У березні 2009 року NASA була розпочата місія Kepler - її задачею було фотометричне дослідження з високою роздільною здатністю сузірь Лебедя та Ліри на предмет наявності позасонячних планетних систем, у тому числі - земного типу. За допомогою методу транзитів було досліджено близько 100 тисяч систем та відкрито понад 2600 пізніше підтверджених екзопланет. Така велика кількість наукових результатів пізніше дозволила створити статистику щодо кількості екзопланет навколо сонцеподібних зір.
2 лютого 2011 року команда Kepler опублікувала список із 1235 кандидатів на статус екзопланетної системи, включно з 54 об'єктами, які могли перебувати в придатній для життя зоні. 5 грудня 2011 року команда Kepler оголосила, що виявила 2326 планет-кандидатів, з яких 207 подібні до Землі, 680 — понад Землю, 1181 — близько Нептуна, 203 — близько Юпітера, і 55 — більше, ніж Юпітер. Порівняно з показниками лютого 2011 року в подальшому кількість позасонячних планет розміром із Землю та понадземного розміру зросла на 200% та 140% відповідно. Але незважаючи на більш результативний пошук кількість планет, що належали б до життєпридатної зони, навпаки скоротилася із показником у 48 планет-кандидатів. Така зміна була пов'язана з більш суворими критеріями, які використовувалися для більш пізних даних. До червня 2013 року кількість планет-кандидатів зросла до 3278, серед яких був ряд особливо характерних об'єктів: планети земної групи розміром з Марс (наприклад, Kepler-62с), менші за Меркурій (Kepler-37b), тощо . Від КА Kepler продовжували надходити спостережні дані аж до припинення функціонування космічного телескопу 30 жовтня 2018 року.
Наступним вагомим кроком у дослідженні позасонячних планетних систем став запуск місії Transiting Exoplanet Survey Satellite (TESS) у квітні 2018 року. Важливою особливістю нової місії є дослідження всієї небесної сфери, а не тільки окремих її фрагментів, як, наприклад, у випадку телескопа Kepler. Станом на вересень 2024 року за допомогою КА TESS було відкрито понад 7200 систем-кандидатів на статус екзопланетних та понад 550 підтверджених екзопланет.

## Оцінка ймовірності транзиту

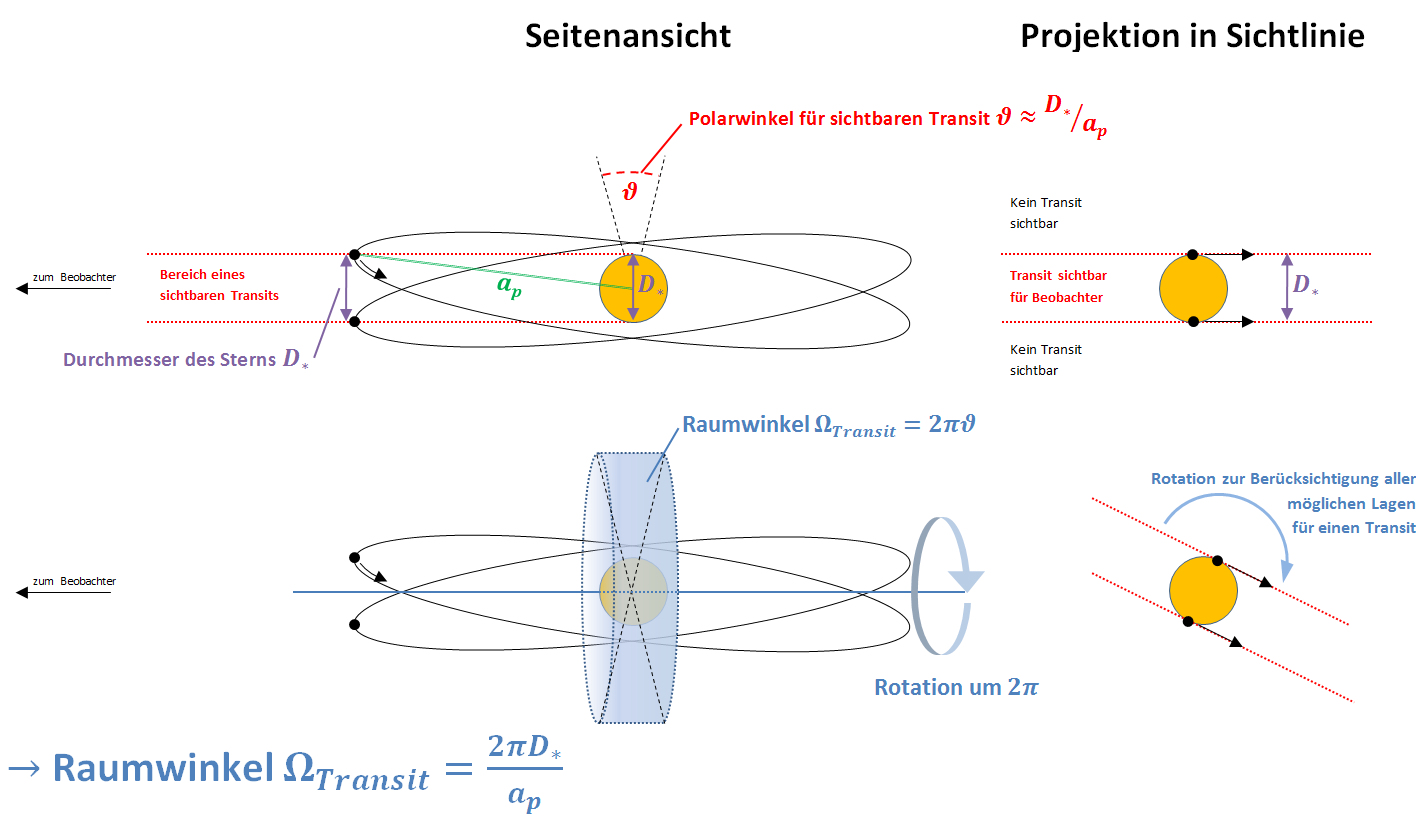
Ілюстрація обчислення ймовірності спостереження з використанням тілесного кута, під яким можна спостерігати транзит. Вважається, що спостерігач знаходиться дуже далеко.

Припускаючи, що орбіти планет випадково орієнтовані в просторі, ймовірність того, що віддалений спостерігач може спостерігати транзит, можна розрахувати за допомогою геометричних міркувань. Транзит можна спостерігати лише тоді, коли планета проходить перед своєю зорею з точки зору спостерігача, тим самим частково закриваючи зорю. Вважаючи, що радіус планети {\displaystyle R_{p}} малий порівняно з радіусом зорі {\displaystyle R_{*}}, можна оцінити діапазон кутів нахилу орбіти, в якому може спостерігатись транзит {\displaystyle \vartheta \approx D_{*}/a_{p}=2R_{*}/a_{p}}, де зроблено припущення про кругову орбіту радіусом {\displaystyle a_{p}}. Для можливості спостерігати транзит нормаль до орбіти має знаходитись в межах смуги шириною {\displaystyle \vartheta } і довжиною {\displaystyle 2\pi }, тобто в межах тілесного кута {\displaystyle \Omega _{\text{транз}}=2\pi \vartheta =4\pi R_{*}/a_{p}}. Припускаючи, що орбіта екзопланети випадково орієнтована в просторі в межах повного тілесного кута {\displaystyle \Omega _{\text{повн}}=4\pi }, знаходимо ймовірність спосереження екзопланети транзитним методом:
{\displaystyle p={\frac {\Omega _{\text{транз}}}{\Omega _{\text{повн}}}}={\frac {R_{*}}{a_{p}}}}.
Радіус зорі {\displaystyle R_{*}} і її масу {\displaystyle M_{*}} можна отримати, порівнюючи її спектр і яскравість з результатами чисельних моделювань. За допомогою третього закону Кеплера, ймовірність можна переписати так:
{\displaystyle p={\frac {R_{*}}{T^{2/3}}}\cdot \left({\frac {4\pi ^{2}}{GM_{*}}}\right)^{1/3}},
де вважається, що {\displaystyle M_{p}\ll M_{*}}, а {\displaystyle T} позначає орбітальний період планети. Звідси видно, що планети з меншим орбітальним періодом можна спостерігати з більшою ймовірністю, ніж планети з більшим орбітальним періодом, що узгоджується зі спостережними даними.
Якщо б Сонячна система спостерігалась з іншої планетної системи, то ймовірності спостереження транзиту різних планет були б такі:
| планета  | велика піввісь / А.Е | ймовірність |
| -------- | -------------------- | ----------- |
| Меркурій | 0 0,387              | 1,203 %     |
| Венера   | 0 0,723              | 0,644 %     |
| земля    | 0 1,00 0             | 0,465 %     |
| Марс     | 0 1,52 0             | 0,306 %     |
| Юпітер   | 0 5,20 0             | 0,090 %     |
| Сатурн   | 0 9,58 0             | 0,049 %     |
| Уран     | 19.2 00              | 0,024 %     |
| Нептун   | 30,0 00              | 0,016 %     |

## Глибина транзиту
Коли транзитна планета закриває зорю, видима яскравість зорі {\displaystyle P_{\text{транз}}} стає меншою, ніж її початкова яскравість {\displaystyle P_{0}}. Відносне зменшення яскравості {\displaystyle \Delta F=(P_{0}-P_{\text{транз}})/P_{0}} називається глибиною транзиту. Припускаючи в першому наближенні, що яскравість пропорційна площі видимої поверхні зорі, можна оцінити, що відносне зменшення яскравості визначається тим, яку долю поверхні зорі закриває планета. Якщо радіус зорі {\displaystyle R_{*}}, а планети {\displaystyle R_{p}}, то їхні видимі площі відповідно {\displaystyle A_{*}=\pi R_{*}^{2}} і {\displaystyle A_{p}=\pi R_{p}^{2}}. Це дає наступний вираз для глибини транзиту:
{\displaystyle \Delta F={\frac {A_{p}}{A_{*}}}={\frac {R_{p}^{2}}{R_{*}^{2}}}}.
Наприклад, для планет Сонячної системи цей вираз дає наступні значення глибин транзитів:
| планета  | радіус / км | глибина проходження |
| -------- | ----------- | ------------------- |
| Меркурій | 0 2439      | 0,0012 %            |
| Венера   | 0 6,052     | 0,0076 %            |
| Земля    | 0 6378      | 0,0084 %            |
| Марс     | 0 3386      | 0,0024 %            |
| Юпітер   | 69,170      | 1.01 00 %           |
| Сатурн   | 57,310      | 0,75 00 %           |
| Уран     | 25 270      | 0,135 0 %           |
| Нептун   | 24 550      | 0,127 0 %           |

## Додаткові фактори

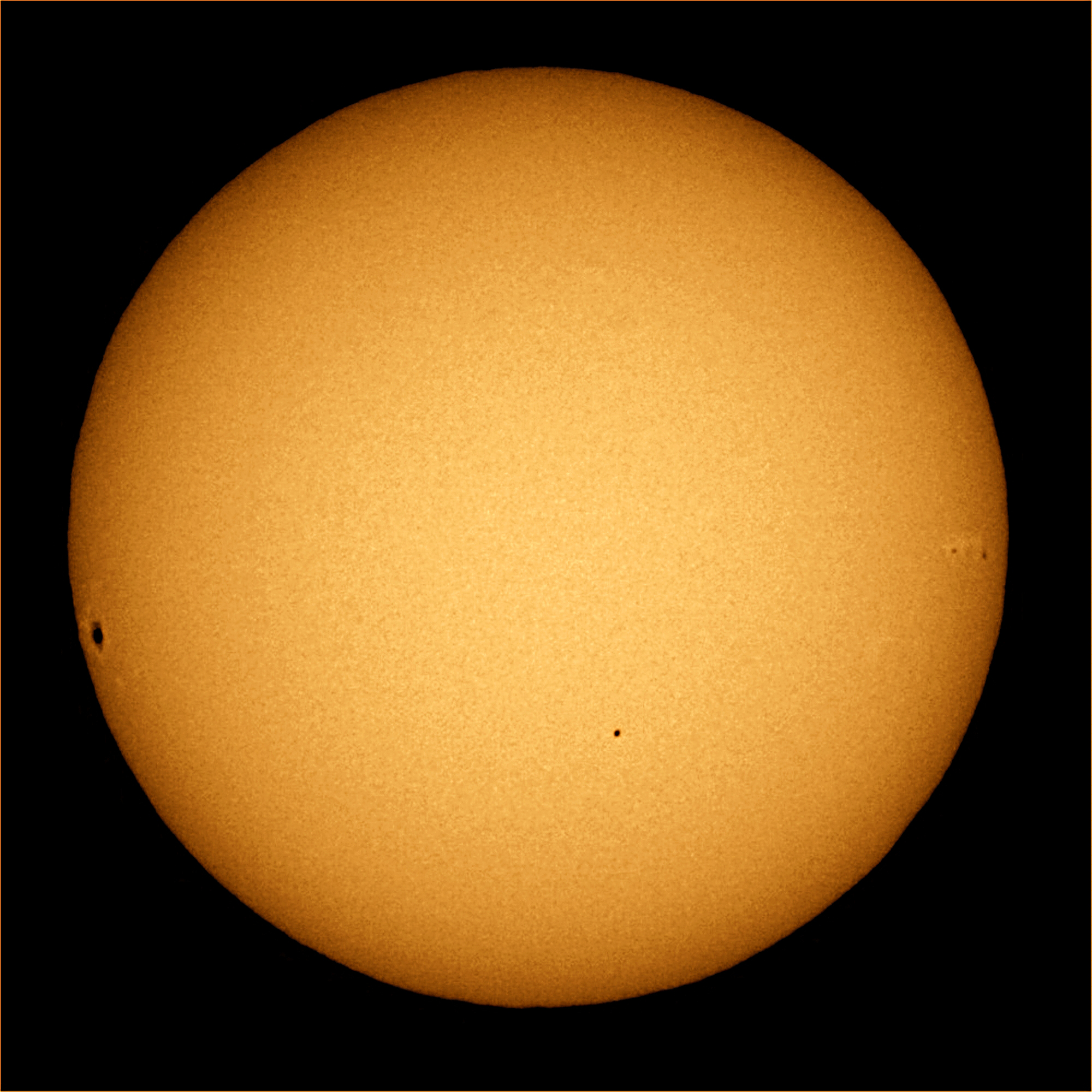
Потемнення до краю на прикладі Сонця під час проходження Меркурія. Периферійні області здаються трохи темнішими, ніж центральна частина зорі. Чітко видно сонячну пляму (ліворуч), яка навіть більша за Меркурій (нижче центру).

Крива блиску транзиту лише в первому наближенні є прямокутним падінням яскравості на {\displaystyle \Delta F}. Через потемніння до краю краї зоряниго диска здаються темнішими за центр. Крім того, центр зоряного диска синіший, а краї червоніші. Це пов'язано з тим, що вздовж нормалі ми бачимо глибші шари зоряного диску, ніж вздовж дотичної, а на більшій глибині в зорі більша температура. Тому за законом Стефана — Больцмана центр зоряного диску яскравіший за краї, а за законом зміщення Віна - синіший. Планета спочатку насувається на край диска зорі, потім пересувається ближче до центру, потім знову виходить через край. Це робить дно кривої блиску під час транзиту не плоским, а опуклим вниз.
Великі зоряні плями можуть спричиняючи падіння яскравості того ж порядку, що й транзит планети. Щоб зоряна пляма, яка рухається по зоряному диску через обертання зорі, не була помилково інтерпретована як транзит, зменшення яскравості необхідно реєструвати кілька разів, періодично і завжди з однаковою глибиною проходження. Іншою ознакою зоряної плями є тривалість події: обертання зорі зазвичай повільне, тому падіння яскравості через зоряну пляму може тривати кілька днів, тоді як транзит відбувається протягом годин.
Мінімум на кривій блиску з глибиною, подібною до транзиту екзопланет, може створюватись, коли в подвійній системі затемнюваних зір орбіти орієнтовані в такий спосіб, що диск однієї зорі не накладається на диск іншої зорі повністю, а лише частково проходить по його краю. Щоб гарантувати, що спостереження цих затемнень не будуть інтерпретовані як транзити екзопланет, необхідно точно виміряти хід кривої блиску. Зорі з таким ковзним затемненням створюють V-подібну криву блиску, тоді як планети діють на кривій блиску майже плоске дно. Крім того, якщо температури зір відрізняються, то відбувається зміщення максимуму інтенсивності спектра випромінювання під час затемнення, що також дозволяє з упевненістю виключити транзит екзопланети.

## Визначення параметрів
За допомогою цього методу можна отримати деяку інформацію як про транзитну планету, так і про її материнську зорю. Важливо якомога точніше визначити криву блиску. Для спостережень транзитів планет розміром з Юпітер достатньо спостережень з поверхні Землі. Однак для знаходження планет, подібних до Землі, необхідно проводити вимірювання з космосу, щоб уникнути атмосферних збурень. Це головне завдання таких космічних телескопів, як Кеплер.

### Орбітальний період і велика піввісь
За відсутності явних великих збурень орбіта планети залишається стабільною завдяки збереженню кутового моменту, як і в нашій Сонячній системі. Отже, якщо транзит спостерігається, інший транзит відбудеться після однієї орбіти. Проміжок часу між двома проходженнями однієї планети залишається постійним і точно відповідає періоду обертання планети навколо своєї зорі. За допомогою 3. Велику напіввісь планети можна обчислити за допомогою закону Кеплера та знання зоряної маси (яку можна визначити лише за допомогою моделей зір за спектром і світністю зорі).
Щоб виключити те, що інший об'єкт (наприклад, планемо) випадково проходить між спостерігачем і спостережуваною зорею та спричиняє падіння яскравості, необхідно спостерігати принаймні три транзити, які відбулися з однаковим інтервалом часу один від одного. Щоб виявити транзитну планету, необхідно спостерігати за її зорею принаймні вдвічі більше часу, необхідного планеті для обертання навколо своєї батьківської зорі.

### Нахил орбіти

Ілюстрація перебігу яскравості планетарного транзиту з різними центрами. Штриховою лінією позначено площу, охоплену планетою.

Якщо хід блиску точно виміряно, нахил орбіти відносно лінії зору можна визначити за допомогою аналітичного наближення курсу блиску. Хід кривої залежить від того, чи рухається планета по центру, зміщено, скочується чи взагалі не рухається по зоряному диску. Разом із масою зорі та відстанню планети від неї, знаючи, наскільки центральним є транзит, дає нахил орбіти. Відстань до центру диска зорі називається центральним параметром. Параметри, що визначають, можуть бути апроксимовані з виміряних точок даних за допомогою методу найкращої відповідності. Фланги транзитної кривої є особливо вирішальними для визначення нахилу орбіти.

### Радіус і густина планети
Радіус планети можна визначити, використовуючи глибину проходження та зоряний радіус, відомий із зоряних моделей. Використовуючи вираз, отриманий у розділі «Глибина транзиту», для радіуса планети {\displaystyle R_{p}} знайти:
{\displaystyle R_{p}=R_{*}{\sqrt {\Delta F}}}
Для планет із достатньо великою масою масу тепер можна визначити точніше за допомогою методу радіальної швидкості, який інакше може забезпечити лише мінімальну масу екзопланети через знання нахилу орбіти планети. Використовуючи радіус планети та її масу, можна визначити її середню щільність. Це робить можливими твердження про природу планети, наприклад, чи має вона бути газовою чи кам'янистою планетою.

### Склад атмосфери планети
Якщо планета знаходиться навпроти своєї материнської зорі, можна отримати спектроскопічну інформацію про атмосферу планети. Він не тільки закриває світло зорі під час транзиту, але світло зорі також просвічує її атмосферу, подібно до ефекту Ломоносова. Як і в будь-якому газі, який має безперервний спектр, що просвічує через нього, з'являться лінії поглинання. Їх можна ідентифікувати, порівнюючи зі спектральними вимірюваннями зорі за межами транзиту. Потужність результуючих ліній поглинання становить від 0,001 до 0,01 % ліній Фраунгофера, які можна виявити в спектрі зорі. Низька експресія пояснюється тим фактом, що атмосфера, яку просвічує світло зір, становить лише приблизно 0,001–0,01 % проекційної площі зоряного диска, тому присутній лише частка світла з інформацією про склад атмосфери. Більшість решти світла — це незмінене світло від зорі. Чим менша планета, тим більше вимірювань потрібно для покращення співвідношення сигнал/шум і навіть створення придатного для використання набору даних. З інструментами, доступними на початку 2016 року, ще не можна було зробити заяви про атмосферу земних планет. Із завершенням створення дуже яскравих телескопів, таких як Європейський надзвичайно великий телескоп або космічний телескоп Джеймса Вебба [ застаріло ] і застосування нових методів спектроскопії це стане можливим у майбутньому.

### Альбедо і температура планети
Транзитна планета, що обертається навколо зорі, не тільки спричинить транзит з невеликим ексцентриситетом, тобто орбітою приблизно по колу, але також буде покрита зорею. Подібно до затемнення зорі, у міру затемнення планети спостерігається додаткове невелике падіння яскравості. Оскільки планета сама не світить, а відбиває світло зорі, то також відбувається модуляція кривої блиску за рахунок фази планети. Якщо вона повертає свою тіньову сторону до спостерігача, що відбувається безпосередньо перед, під час або після транзиту, лише яскравість зорі досягає спостерігача. Чим далі він рухається по своїй орбіті навколо зорі, тим більшу частину денної сторони видно спостерігачеві, а яскравість, яку можна виміряти, зростає. Чим більша планета і більше її альбедо, тим сильніший цей ефект. Коли планета рухається позаду своєї зорі, яскравість зменшується на цю величину, і спостерігач отримує лише потік випромінювання зорі. Ця фаза називається затемненням, оскільки спостережуваний об'єкт, тут планета, закритий. Після затемнення яскравість знову збільшується, як тільки денна сторона планети знову стає видимою, і знову зменшується з часом, поки планета знову не пройде перед зоряним диском. Для орбіт з великим ексцентриситетом можливо, що проходження відбувається в периапсисі та викликає транзит, але затемнення в апоапсисі не може відбутися, оскільки велика відстань у дальній точці при даному нахилі орбіти достатня для проекції вже надворі лежати на диску зір.
Криві блиску з модуляцією фазою планети та додатковим затемненням вже були продемонстровані для планет величини Юпітера, див., наприклад, HAT-P-7b, і разом із радіусом, який також можна визначити, розкривають дещо про їх відбивну здатність, альбедо. Разом із альбедо та відстанню до зорі, які також можна обчислити, можна зробити заяви про температуру її поверхні. Якщо також можливо виміряти спектр незадовго до або незадовго після затемнення та порівняти це спектроскопічне вимірювання з тим, що під час затемнення, можна навіть зробити заяви про спектр відбиття планети. Для планет земної групи таке вимірювання альбедо, температури та спектру відбиття ще не проводилося через недостатню точність. Це стане можливим у найближчому майбутньому завдяки новим потужним телескопам. [ застаріло ].

### Напрямок обертання зорі
Під час транзиту планета втягується в зоряний диск з одного боку і спочатку охоплює частину периферійної області. Він продовжується через центральну область зоряного диска і вийде з зоряного диска на протилежній стороні до точки входу. Саме завдяки цій обставині ми можемо отримати інформацію про обертання зорі. Лінії поглинання зорі розширені. За шириною спектральних ліній у світлі зорі можна зробити висновки про тангенціальну швидкість і, отже, обертання зорі, використовуючи ефект Доплера. Якщо планета охоплює крайову область, газ якої рухається до спостерігача, частина світла, зміщена в синій, зменшується. Середина лінії здається червоною. Коли планета стає центром перед зорею, цей зсув зникає. З протилежного боку він охоплює області, які мають червоний зсув, тому що вони віддаляються від спостерігача. Середнє зміщується в синє (див. також ефект Россітера-Маклафліна). Цей зсув середньої лінії під час проходження дозволяє стверджувати про мінімальну швидкість обертання зорі. Ви також можете вирішити, чи зоря обертається в тому ж напрямку, що й її планета, чи зоря обертається в протилежному напрямку. Якщо є червоне зміщення на вході та синє зміщення на виході, зоря обертається в тому ж напрямку, що й її супутник, і навпаки.

### Дослідження магнітного поля зорі

Зоряні плями, покриті планетою під час транзиту, можна побачити в градієнті яскравості.

Зоряні плями виникають через неоднорідності в магнітному полі зорі, коли силові лінії виходять з поверхні зорі згрупованими способами. Вони здаються темнішими і, як транзит, зменшують яскравість зорі. Якщо відомий нахил орбіти транзитної планети, відомий її шлях по зоряному диску. Якщо на цій лінії є зоряна пляма, планета також закриватиме її під час проходження. Оскільки ця ділянка менш яскрава, ніж навколишня поверхня зорі, загальне падіння яскравості, коли ділянка затемнена, є меншим, ніж коли планету та ділянку видно. Отже, крива яскравості показує підйом за наявності зоряної плями на шляху планети. Якщо це транзитна планета з коротким орбітальним періодом у діапазоні кількох днів, це збільшення можна спостерігати кілька разів, оскільки плямам на зірці для одного оберту потрібен діапазон від кількох днів до тижнів. Обертання зорі та зміщення плями на поверхні зорі також можна виявити, якщо збільшення, видиме на кривій яскравості, продовжує рухатися протягом кількох проходжень. Якщо зоря має транзитні планети з дуже коротким орбітальним періодом, дані про її зоряні плями можна отримати, оцінивши якомога більше транзитів. Висновки про магнітну активність зорі можна зробити з частоти появи та розміру спостережуваних зоряних плям.

### Варіація часу транзиту
Використовуючи зміну часу проходження, можна зробити висновок про існування інших планет у системі, спостерігаючи за проходженням однієї чи кількох планет у системі. На орбіти транзитних планет впливають збурення орбіти. Навіть якщо планету, яка спричиняє збурення орбіти, неможливо виявити за допомогою транзиту, ці впливи можна виявити за зміною орбітального періоду та, отже, інтервалу часу між транзитами. Використовуючи модельні розрахунки, ці зміни в часі можна відстежити до іншого небесного тіла в цій планетній системі. Чим довше спостерігають планетну систему, тим точніше можна визначити додаткову планету чи планети. Можливі параметри планети-причини також можуть бути обмежені більш тривалими спостереженнями, так що при досить тривалому і точному спостереженні можна приблизно визначити орбіту, фазу та масу планети, хоча вона ніколи не викликає транзит. Метод дозволяє виявляти навіть нетранзитні планети з масою, подібною до маси Землі.

### Троянці
Метод транзиту можна використовувати для виявлення троянських програм в інших планетних системах. Ці скупчення астероїдів обертаються навколо зорі на тій самій орбіті, що й планета, і розташовані в точках Лагранжа L4 і L5. Якщо безперервно спостерігати багато орбіт планети, ці криві яскравості можна накласти та статистично усереднити. Через очікувану велику кількість астероїдів у точках Лагранжа спостерігається вимірне зменшення яскравості, яке неможливо відрізнити від шуму в одному процесі вимірювання, але можна виявити, коли багато вимірювань накладаються. Завдяки транзиту планети, який супроводжують троянці, можна розрахувати час, коли троянців слід очікувати перед зорею. У ці моменти часу його можна спеціально спостерігати. Подібним чином троянці масивної планети можуть досягати загальної маси малої планети, як-от Меркурій або Марс, у сумі всіх окремих астероїдів цієї області. З існуванням іншої планети, транзит якої можна спостерігати, можна виявити невеликі збурення орбіти та варіації орбітального періоду. Ці варіації в орбітальному періоді дозволяють зробити висновки про троянців на інших планетах спостережуваної планетної системи.

### Екзосупутники
Якщо екзопланета має один або кілька супутників, ці супутники також можуть спричинити зменшення яскравості, яке завжди відбувається під час проходження планети. Цей прохід зазвичай має меншу глибину проходження, ніж у планети, але його можна виявити для великих супутників. У зв'язку з тим, що Місяць обертається навколо своєї планети, це невелике додаткове зменшення яскравості почнеться дещо раніше чи пізніше під час кількох спостережуваних транзитів або взагалі буде відсутнім, залежно від того, де Місяць знаходиться на своїй орбіті. Якщо спостерігається достатня кількість таких подій, його розмір і орбітальний період навколо планети можна визначити за додатковою глибиною проходження та за спостереженням відповідного положення Місяця відносно планети.
Крім того, існує теоретична можливість оцінити масу Місяця: оскільки обидва тіла обертаються навколо спільного центру тяжіння, співвідношення мас двох тіл можна визначити за дещо різним часом входження планети в зоряний диск. Якщо відома маса транзитної планети, слідує маса Місяця. Глибина проходження Місяця також може бути використана для визначення його щільності.

## Застосування транзитного методу в нашій Сонячній системі
За допомогою модифікованої форми транзитного методу можна також шукати небесні тіла в нашій Сонячній системі, які рухаються в межах земної орбіти навколо Сонця. У 19 столітті це було зроблено для пошуку внутрішньомеркурійної планети, яка постулювалася теоріями того часу, але не існувала. На відміну від транзитного методу дослідження екзопланет, досліджували невеликі точкові або дископодібні об'єкти, які рухаються поперек Сонця протягом кількох годин. Такий підхід особливо корисний під час полювання на небесні тіла, розташовані дуже близько до сонця, оскільки такі об'єкти можуть досягати лише невеликої кутової відстані від сонця і тому заходять у яскраві вечірні сутінки або сходять лише на яскравому світанку, що надзвичайно ускладнює спостереження. Транзити, з іншого боку, можна спостерігати з будь-якого об'єкта, який потрапляє в зону видимості між спостерігачем і Сонцем і має кутовий діаметр, що перевищує роздільну здатність приладу спостереження — незалежно від відстані об'єкта до Сонце і до спостерігача. Фундаментальним недоліком цього методу є те, що транзити об'єктів у межах земної орбіти зазвичай мають бути рідкісними через нахил орбіти (подумайте про рідкість проходжень Меркурія та Венери). На сьогоднішній день (2020) жоден новий об'єкт у Сонячній системі не був відкритий транзитом.

## Відомі випадки
- Планета HD 209458 b, відкрита в 1999 році, була першою екзопланетою, виявленою за допомогою цього методу.
- Kepler-88 b була першою екзопланетою, де коливання часу проходження дали ключ до іншої екзопланети Kepler-88c.
- Багато транзитних планет, відкритих до 2018 року, знаходяться в сузір'ях Лебедя та Ліри.[40] Космічний телескоп Кеплер спостерігав там частину неба і виявив більшість екзопланет до того моменту.
- HD 189733 — відносно яскрава зоря (7676 mag), екзопланету якої HD 189733 b також можуть виявити астрономи-любителі.[41]

## Місії, що використовують транзитний метод для пошуку екзопланет
- «Кеплер» — активна до 2018 року космічна обсерваторія НАСА, оснащена надчуттєвим фотометром, спеціально призначена для пошуку землеподібних екзопланет методом транзитної фотометрії.
- TESS — космічний телескоп, створений зусиллями Массачусетського технологічного інституту для пошуку землеподібних екзопланет методом транзитної фотометрії. Головна особливість місії - пошук об'єктів на поверхні всієї небесної сфери. Станом на вересень 2024 року продовжує спостереження.
- «CoRoT» — активний до 2013 року космічний телескоп, створений зусиллями Національного центру космічних досліджень Франції (CNRS), за участю Європейського Космічного Агентства, а також науково-дослідних центрів Австрії, Іспанії, Німеччини, Бельгії та Бразилії. Основним завданням телескопа був пошук екзопланет, в тому числі і планет земного типу, методом транзитної фотометрії.
- SuperWASP — телескоп, складається з двох роботизованих обсерваторій: SuperWASP-North на острові Пальма (Канарські острови) і SuperWASP-South, що знаходиться в Південній Африці.
- HATNet — мережа з шести маленьких повністю автоматизованих «HAT» телескопів. Наукова мета проєкту — пошук екзопланет транзитним методом.
- TrES (Trans-Atlantic Exoplanet Survey) — три 4-дюймові (10 cm) телескопи, розташованих в Обсерваторії Лоуелла, Паломарской обсерваторії і на Канарських островах для пошуку екзопланет транзитним методом.
- Телескоп XO — телескоп, розташований в національному парку Халеакала, острів Мауї, штат Гаваї. Обсерваторія знаходиться на висоті 3054 м над рівнем моря. Телескоп складається з пари 200-мм телеоб'єктивів і використовується, в основному, для виявлення екзопланет транзитним методом.